# Röhrigshof
Röhrigshof ist ein Ortsteil der Marktgemeinde Philippsthal (Werra) im osthessischen Landkreis Hersfeld-Rotenburg. Zum Ort gehört der Hof Nippe.

## Geographie
Das Dorf liegt westlich von Philippsthal. Nördlich von Röhrigshof fließt die Werra. Zwischen dem Fluss und dem Ort verläuft die Bundesstraße 62. In gleicher Richtung verlaufen die Bahngleise der stillgelegten Hersfelder Kreisbahn.

## Geschichte
Bereits im 13. Jahrhundert wird das Dorf unter dem Ortsnamen Rorehes erwähnt. Der Name wandelte sich mehrfach: Rorehes, Roeres, Reres, zum Röres, Röhreß, Röhrich, Hof Röhrigs und Röhrigshöfe zum heutigen Röhrigshof.
Am 7. Mai 1914 erfolgte der Zusammenschluss von Nippe mit Röhrigshof.
Am 1. August 1972 wurde im Zuge der Gebietsreform in Hessen die bis dahin selbständige Gemeinde Röhrigshof mit fünf weiteren Orten zur neuen Gemeinde Philippstal zusammengeschlossen.

## Infrastruktur
Im Ort gibt es eine Kindertagesstätte. Der öffentliche Personennahverkehr erfolgt durch die ÜWAG Bus GmbH mit der Linie 340.
Für die unter Denkmalschutz stehenden Kulturdenkmale des Ortes siehe die Liste der Kulturdenkmäler in Röhrigshof.